# نیکول من
نیکول من (به انگلیسی: Nicole Aunapu Mann) فضانورد اهل ایالات متحده آمریکا است که در ۲۷ ژوئیه ۱۹۷۷ در شهرستان سونوما زاده شد.